# اتفاقية المصالحة الفلسطينية 2022
الورقة الجزائرية للمصالحة الفلسطينية والمشار إليها بإعلان الجزائر في وسائل الإعلام العربية، هي اتفاقية موقعة من قبل 14 فصيلًا فلسطينيًا مختلفًا، منهم فتح وحماس كجزء من عملية المصالحة بين الفصيلين بعد صراع بدأ في أعقاب الانتخابات التشريعية الفلسطينية عام 2006 وشمل سيطرة حماس على غزة عام 2007.
تضمن الاتفاق بنودا لإجراء انتخابات رئاسية وتشريعية خلال عام من توقيعه.

## خلفية

### فتح وحماس
حركتا فتح وحركة حماس هما حاليًا أكبر حركتين فلسطينيتين. تأسست فتح في عام 1969، وهي العضو الرئيسي في منظمة التحرير الفلسطينية، وهي هيئة مظلة تضم عدة تيارات. تتبنى فتح موقفًا معتدلاً في الصراع مع إسرائيل، حيث تفضل حل الدولتين حيث يتم بناء دولة فلسطينية على الضفة الغربية وقطاع غزة، مع القدس كعاصمة لها.
أما حماس، فقد تأسست في وقت لاحق في عام 1987، وهي حركة إسلامية فلسطينية. تتبنى حماس موقفًا أكثر صرامة في الصراع مع إسرائيل، وتسعى إلى تحقيق التحرير الكامل لفلسطين وإقامة دولة فلسطينية مستقلة على كامل الأراضي الفلسطينية، بما في ذلك الضفة الغربية وقطاع غزة، دون التفريط في أي جزء منها.

### الصراع بين فتح وحماس

#### الانتخابات ومعركة غزة
بدأ الصراع بين فتح وحماس عقب الانتخابات التشريعية التي جرت في عام 2006، والتي شاركت فيها حماس وفازت بـ 74 من أصل 132 مقعدًا. رفضت فتح التعاون مع حكومة حماس بقيادة إسماعيل هنية. تصاعدت التوترات في 10 يونيو 2007 عندما اندلعت اشتباكات مسلحة بين قوات فتح وحماس في قطاع غزة. وبحلول 15 يونيو، كان قطاع غزة بأكمله تحت سيطرة مقاتلي حماس.

#### محادثات المصالحة والاتفاقيات السابقة
قبل عام 2022، كانت هناك عدة محاولات للمصالحة بين فتح وحماس، بوساطة مصر وقطر. تم التوصل إلى عدد من الاتفاقيات وتنفيذها بدرجات مختلفة، مثل إعلان صنعاء في عام 2008، وإعلان الدوحة بين فتح وحماس في عام 2012، واتفاقات فتح وحماس 2014، والاتفاقية التي تم التوصل إليها في عام 2020، بالإضافة إلى ثلاث اتفاقيات عُقدت في القاهرة في عام 2011 وعام 2012 وعام 2017.

## المفاوضات
في يناير 2022، أعلنت حماس أن وفدًا برئاسة إسماعيل هنية سيتوجه إلى الجزائر لـ"محادثات الوحدة الفلسطينية"، بعد تلقي دعوة من السفير الجزائري في قطر، حيث يتواجد هنية.
في يوليو 2022، عقد محمود عباس، زعيم فتح ورئيس السلطة الوطنية الفلسطينية، اجتماعًا علنيًا مع هنية لأول مرة منذ أكثر من خمس سنوات في الجزائر العاصمة. رحبت حماس بـ"الاجتماع التاريخي".
في سبتمبر 2022، تم الإبلاغ عن انتقال وفود من فتح وحماس إلى الجزائر لإجراء محادثات حول المصالحة.

## الاتفاق
أصدرت عدد من وسائل الإعلام في الوطن العربي نص الاتفاقية، التي تم التوقيع عليها رسميًا في حفل أقيم في العاصمة الجزائر يوم 13 أكتوبر 2022. تضمنت الاتفاقية الأحكام التالية:
- التأكيد على أن منظمة التحرير الفلسطينية هي الممثل الشرعي الوحيد للشعب الفلسطيني، وتبني الحوار الوطني لضمان انخراط كافة الفصائل في المنظمة.
- عقد انتخابات المجلس الوطني الفلسطيني، الهيئة التشريعية لمنظمة التحرير الفلسطينية، في غضون عام من توقيع الاتفاق. (قدمت الجزائر عرضًا لاستضافة اجتماعات المجلس بعد انتخابه، وهو العرض الذي "تمت تقديره من جميع الفصائل المشاركة في المؤتمر").
- عقد الانتخابات الرئاسية والنيابية للسلطة الوطنية الفلسطينية في قطاع غزة والضفة الغربية بما في ذلك مدينة القدس في غضون عام من توقيع الاتفاق.
- يتولى "فريق عربي جزائري" الإشراف على تنفيذ الاتفاق.

ووقع الاتفاق 14 فصيلا فلسطينيا.

## ردود الفعل
صرح عزام الأحمد، رئيس وفد حركة فتح بأن الفصائل "وقعت هذا الاتفاق للتخلص من سرطان الانقسام الخبيث الذي انتشر في الجسد الفلسطيني"، وعبر عن تفاؤل حركته "بتنفيذ الاتفاق وأنه لن يبقى حبرًا على ورق".
قال إسماعيل هنية القيادي في حماس: "إنه يوم فرح في فلسطين والجزائر ولمن يحب القضية الفلسطينية، ولكنه يوم حزن على الكيان الصهيوني".
حضر الرئيس الجزائري عبد المجيد تبون مراسم التوقيع مشيدا بالاتفاق وقال ان دولة فلسطين "مرت بانتكاسات ومشاكل ومؤامرات لكن اليوم، الحمد لله، نشهد يومًا تاريخيًا".
قال مصطفى البرغوثي الأمين العام للمبادرة الوطنية الفلسطينية، لشبكة سي إن إن بإنه "تم الاتفاق على انتخاب المجلس الوطني الفلسطيني في الداخل والخارج، بنظام التمثيل النسبي بمشاركة جميع الفصائل الفلسطينية، خلال مدة أقصاها عام واحد من تاريخ توقيع الإعلان ".